# Mezquita Basharat
La Mezquita Basharat fue inaugurada en el 10 de septiembre de 1982 en el municipio de Pedro Abad de la provincia de Córdoba, (Andalucía), por el Califa IV de la Comunidad Ahmadía del Islam Mirza Tahir Ahmad.
Fue construida gracias a donaciones de fieles ahmadía del Reino Unido, e impulsada por el primer misionero áhmadi en España, Karam Ilahi Zafar, que llegó a España en 1946. La primera piedra fue puesta el 9 de octubre de 1980 por su tercer califa, que acuñó para la ocasión la frase "Amor para todos, odio para nadie", y tuvo el pleno apoyo del ayuntamiento –de alcalde comunista– y de los vecinos, que vieron en la mezquita una oportunidad de desarrollo de la localidad. A la inauguración acudieron delegaciones ahmadía de todo el mundo, y el obispo de Córdoba envió en su representación al vicario general, don Valeriano de la Orden Palomino.
Fue la primera mezquita construida en la España peninsular después de la reconquista, exceptuando la del Morabito de Córdoba (fue transformada en biblioteca islámica entre 1950-1992).
La construcción de esta mezquita se explica por la voluntad misionera ahmadía, su fundador, Mirza Ghulam Ahmad, decidió replicar los métodos de los misioneros cristianos en la India británica, esto explica que buena parte de las primeras mezquitas en países occidentales, sean obra de los ahmadía, a pesar de su escaso número en relación con el conjunto de los musulmanes.
La Comunidad Ahmadía de España celebra su Yalsa Salana (Convención Anual) en esta mezquita.